# Ca' Cassetti
Ca' Cassetti  (« Maison Cassetti », le terme Ca’ vient du dialecte vénitien qui signifie « maison » 
équivalent du mot casa en italien) est un palais situé à Venise  dans le sestiere de San Polo, sur le Rio de San Stin, au Ramo Cassetti, NA 2574. 

## Architecture
Ca' Cassetti est un grand immeuble qui se développe sur cinq étages:  pè pian, rez-de-chaussée, entresol, deux étages nobles (soleri), l'entresol et grenier.
Le façade principale, plutôt simple dans la composition, on notera les bandes marcapiano et pour la remarquable porte  de mer sur le rio de San Stin.
Sur la perspective latérale, le long de la fondamenta dei Frari, on notera au second noble étage, une serlienne double anomale, aujourd'hui partiellement emmurée, avec un grand balcon continu.